# Прокуратура на Бразилия
Прокуратурата на Бразилия (на португалски: Ministério Público do Brasil, буквално: Обществено министерство на Бразилия) e постоянно действаща институция в Бразилия, съставена от независими прокурори, чието задължение е да защитава правовия ред, демократичния режим и неотменимите обществени и частни интереси. Прокуратурата на Бразилия е институция, която официално не е част от Съдебната власт в Бразилия, поради което в Конституцията на Бразилия устройството и правомощията на Прокуратурата не са регламентирани в главата за Съдебната власт, а веднага след нея – в Глава IV Служби със съществено значение за правосъдието. Поради това професорът по конституционно право и президент на страната Мишел Темер определя Прокуратурата на Бразилия като четвърта власт във федерацията.
На законодателно равнище структурата на прокуратурата, нейните пълномощия и принципи на работа са подробно регламентирани в чл.127 – 130 от Конституцията на Бразилия, както и в няколко допълнителни закона – Закон nº 8.625/1993 за Прокуратурата (Lei Orgânica Nacional do Ministério Público), Допълнителен закон nº 75/1993 за Прокуратурата на Съюза (Lei Orgânica do Ministério Público da União), както и в устройствените закони на щатските прокуратури.
Според Конституцията на страната единството, неделимостта и функционалната независимост са основни принципи, на които се подчинява организацията на прокуратурата. Освен това прокуратурата притежава правото сама да предлага на Законодателното тяло откриването на нови и закриването на стари свои структури и служби и сама определя критериите, по които се извършват назначенията в тях. Освен това прокуратурата на страната сама изготвя свой проектобюджет, съобразен с финансовата рамка за правосъдието, предвидена в бюджета на страната.
Сред основните функции на прокуратурата в Бразилия са:
- основно, да повдига съдебни обвинения срещу извършители на криминални деяния;
- да осигурява от страна на публичните власти и служби необходимото уважение и спазване на гарантираните от Конституцията граждански права, предприемайки необходимите за това правни действия;
- да започва разследване и да инициира съдебни процеси в защита на публичната собственост и социалните придобивки, околната среда и други обществени интереси;
- да осигурява юридическа защита на правата и интересите на индианското население;
- да осъществява контрол над действията на полицейските служби и др.

Прокуратурата на Бразилия включва:
- Прокуратура на Съюза (Ministério Público da União), която притежава юрисдикция върху цялата територия на Бразилия и обхваща:

1. Федералната прокуратура (Ministério Público Federal), която е известна още и като Главна прокуратура на Републиката (Procuradoria-Geral da República),
2. Прокуратурата на Федералния окръг и териториите (Ministério Público do Distrito Federale e Territórios),
3. Военната прокуратура (Ministério Público Militar);
4. Трудовата прокуратура (Ministério Público do Trabalho)

- щатски прокуратури (Ministérios Públicos dos Entes Federados) – 26 на брой, юрисдикциите на щатските прокуратури в Бразилия се ограничават до границите на съответния щат:

1. Прокуратура на щата Акре
2. Прокуратура на щата Алагоас
3. Прокуратура на щата Амапа
4. Прокуратура на щата Амазонас
5. Прокуратура на щата Баия
6. Прокуратура на щата Сеара
7. Прокуратура на щата Еспирито Санто
8. Прокуратура на щата Гояс
9. Прокуратура на щата Мараняо
10. Прокуратура на щата Мато Гросо
11. Прокуратура на щата Мато Гросо до Сул
12. Прокуратура на щата Минас Жераис
13. Прокуратура на щата Пара
14. Прокуратура на щата Параиба
15. Прокуратура на щата Парана
16. Прокуратура на щата Пернамбуко
17. Прокуратура на щата Пиауи
18. Прокуратура на щата Рио де Жанейро
19. Прокуратура на щата Рио Гранде до Норте
20. Прокуратура на щата Рио Гранде до Сул
21. Прокуратура на щата Рондония
22. Прокуратура на щата Рорайма
23. Прокуратура на щата Санта Катарина
24. Прокуратура на щата Сао Паоло
25. Прокуратура на щата Сержипе
26. Прокуратура на щата Токантинс

Ръководството на прокуратурата на Съюза се осъществява от главния прокурор на Републиката, който се назначава от президента на Бразилия след одобрението на Федералния сенат.
Прокурорите от прокуратурата на Съюза (procuradores), които се наричат федерални прокурори или прокурори на Републиката, са разделени в три ранга, в зависимост от юрисдикцията на съда, пред който апелират:
1. прокурори на Републиката (procuradores da República) – федерални прокурори, които пледират пред първоинстанционните съдии и съдилища;
2. регионални прокурори на Републиката (procuradores regionais da República) – федерални прокурори, които пледират пред апелативните и регионалните съдилища;
3. субпрокурори на Републиката' (subprocuradores gerais da República) – федерални прокурори, които апелират пред висшите съдилища на страната.
Ръководителят на всяка щатска прокуратура, както и на прокуратурата във Федералния окръг и териториите, се нарича главен прокурор (Procurador-Geral de Justiça) и се назначава от губернатора на съответния щат. Щатските прокурори, които пледират пред първоинстанционните щатски съдилища се наричат промотори (promotores de Justiça), а тези, които пледират пред апелативните щатски съдилища, се наричат прокурори (procuradores de Justiça). На щатско равнище работят и т.н замстник щатски промотори (promotores de Justiça substitutos).
Административният и финансов надзор над бразилската прокуратура се осъществява от Националния съвет на Прокуратурата, който следи за коректното изпълнение на задълженията на всеки член на прокуратурата. Националният съвет на прокуратурата е в състав от четиринадесет членове, които се назначават от президента на Бразилия след одобрението на Федералния сенат.